# يان فينغ
يان فينغ (بالصينية: 闫峰) (7 فبراير 1982 بداليان في الصين - ) هو لاعب كرة قدم صيني في مركز الوسط. شارك مع منتخب الصين لكرة القدم. أما مع النوادي، فقد لعب مع داليان ييفانغ ونادي تشانغتشون ياتاي ونادي داليان شيده وSichuan First City F.C. ‏.

## وصلات خارجية
- يان فينغ على موقع قاعدة بيانات كرة القدم.إي يو (الإنجليزية)
- يان فينغ على موقع ناشيونال فوتبول تيمز (الإنجليزية)
- يان فينغ على موقع Soccerway.com (الإنجليزية)